# Borboletta
Borboletta é o sexto álbum de estúdio da banda americana Santana, lançado em outubro de 1974. O álbum faz parte do grupo de álbuns de jazz fusion de Santana, e neste álbum as guitarras deixam mais espaço para percussão, saxofone e teclados.

## Faixas
1. "Spring Manifestations"  (Moreira, Purim) - 1:05
2. "Canto de los Flores" (Santana Band) - 3:39
3. "Life Is Anew" (Santana, Shrieve) - 4:22
4. "Give and Take" (Santana, Coster, Shrieve) - 5:44
5. "One with the Sun" (Martini, Martini) - 4:22
6. "Aspirations" (Coster, Santana) - 5:10
7. "Practice What You Preach" (Santana) - 4:31
8. "Mirage" (Leon Patillo) - 4:43
9. "Here and Now" (Peraza, Santana) - 3:01
10. "Flor de Canela" (Santana, Rauch) - 2:09
11. "Promise of a Fisherman" (Caymmi) - 8:18
12. "Borboletta" (Moreira) - 2:47

| Críticas profissionais                                                      | Críticas profissionais |
| Avaliações da crítica                                                       | Avaliações da crítica  |
| Fonte                                                                       | Avaliação              |
| --------------------------------------------------------------------------- | ---------------------- |
| allmusic                                                                    | [ 1 ]                  |
| Robert Christgau                                                            | (C+)                   |
| Rolling Stone                                                               | (sem avaliação)        |
| Esta tabela precisa de ser acompanhada por texto em prosa. Consulte o guia. |                        |